# Alap, Fejér
Alap  este un sat în districtul Sárbogárd, județul Fejér, Ungaria, având o populație de 2.059 de locuitori (2011). 

## Demografie
Componența etnică a satului Alap
     Maghiari (96,4%)
     Romi (1,77%)
     Necunoscut (0,39%)
     Alții (1,44%)
Componența confesională a satului Alap
     Romano-catolici (48,03%)
     Fără religie (8,64%)
     Reformați (7,33%)
     Necunoscută (35,11%)
     Alte religii (1,46%)
Conform recensământului din 2011, satul Alap avea 2.059 de locuitori. Din punct de vedere etnic, majoritatea locuitorilor (96,4%) erau maghiari, cu o minoritate de romi (1,77%). Apartenența etnică nu este cunoscută în cazul a 0,39% din locuitori. Nu există o religie majoritară, locuitorii fiind romano-catolici (48,03%), persoane fără religie (8,64%) și reformați (7,33%). Pentru 35,11% din locuitori nu este cunoscută apartenența confesională.